# Новогвинейский мангровый пастушок
Новогвинейский мангровый пастушок (лат. Megacrex inepta) — вид птиц семейства пастушковых (Rallidae), единственный представитель рода Megacrex.

## Описание
Длина тела до 42 сантиметров. Спина тёмно-коричневая. Низ тела светло-коричневый. Голова серая, клюв жёлтый, ноги чёрные. 

## Распространение
Обитает на острове Новая Гвинея. Встречается в мангровых лесах, болотах и старых озёрах.

## Питание и образ жизни
Питается беспозвоночными, в основном улитками. Так же поедает мелких позвоночных, таких как грызуны, амфибии и пресмыкающиеся. Прекрасно плавает, лазает по деревьям и быстро бегает. Летать не умеет.
.

## Размножение
Не изучено.